# Myolisa chattinis
Myolisa chattinis är en fjärilsart som beskrevs av Dyar 1914. Myolisa chattinis ingår i släktet Myolisa och familjen mott. Inga underarter finns listade i Catalogue of Life.